# タブ・サッカー
タブ・サッカー（Tab Thacker,  1962年3月10日 - 2007年12月28日）は、アメリカ合衆国の俳優、レスラーである。

## 来歴
1962年、ノースカロライナ州に生まれる。ノースカロライナ州立大学に在学中の1984年に、アメリカ国内の大学スポーツカンファレンスの一つとして知られるアトランティック・コースト・カンファレンスのレスリング部門でチャンピオンを獲得。
同年にクリント・イーストウッド、バート・レイノルズが主演の『シティヒート』で映画デビュー。その後は作品の数こそ少ないものの、スティーヴ・グッテンバーグが主演のコメディシリーズ4作目『ポリスアカデミー4 市民パトロール』と5作目の『ポリスアカデミー 5 マイアミ特別勤務』では、警察学校に入校してくるハウス役を好演し、印象を残した。

### 死去
2007年、ノースカロライナ州のローリーで、患っていた糖尿病のため死去。45歳だった。

## 出演作品

### 映画
- シティ・ヒート City Heat (1984)
- ワイルドキャッツ Wildcats (1986)
- ポリスアカデミー4 市民パトロール Police Academy 4: Citizens on Patrol (1987)
- ポリスアカデミー 5 マイアミ特別勤務 Police Academy 5: Assignment: Miami Beach (1988)
- Identity Crisis (1989)